# Masakra

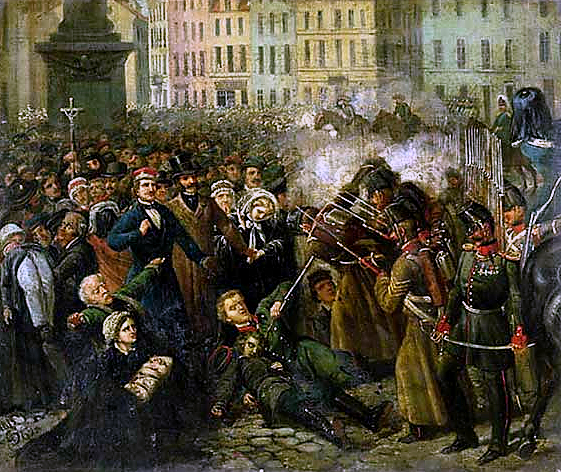
Rosyjskie wojsko otwiera ogień do bezbronnych manifestantów na Placu Zamkowym w Warszawie, 8 kwietnia 1861

Masakra – potoczna nazwa krwawego starcia zbrojnego lub rzezi ludności cywilnej, połączonej z okrucieństwem i znęcaniem się; krwawa rzeź. Masakrami bywają nazywane zarówno niektóre zbrodnie prawa międzynarodowego jak np. zbrodnie wojenne czy ludobójstwo i też przypadki masowych morderstw (np. strzelaniny).

## Historyczne przykłady
- Masakra Magdeburga 1631– zabicie 20 tysięcy mieszkańców Magdeburga, zbrodni  dokonanej  przez wojska Johana von Tilly

- Rzeź Pragi 1656 – mord  cywilnych mieszkańców Pragi po bitwie  pod Warszawą w 1656  dokonanej przez wojska Szwedzkie

- Masakra bazylianów w Połocku – dokonana przez wojska rosyjskie, miała miejsce 12 lipca 1705 w czasie III wojny północnej w Połocku.
- Masakra bostońska – nazwa zamieszek, które miały miejsce 5 marca 1770 w Bostonie i przyczyniły się do wybuchu rewolucji amerykańskiej.
- Masakra w dolinie Wyoming – klęska i wymordowanie milicjantów amerykańskich w lipcu 1778 w czasie wojny o niepodległość Stanów Zjednoczonych
- Rzeź Pragi 1794 – kilkugodzinna fala mordów około 20 tysięcy mieszkańców Warszawy dokonana przez armię Imperium Rosyjskiego 4 listopada 1794.
- Masakra pod Mountain Meadows – mord dokonany 11 września 1857 na grupie 120 kolonistów przez mormonów.
- Masakry w Warszawie 1861 – masakry dokonane przez armię Imperium Rosyjskiego na uczestnikach szeregu demonstracji patriotycznych warszawskiej ludności w 1861 roku.
- Masakra na Wzgórzach Cyprysowych – wydarzenie, które miało miejsce w 1873 w okolicach Wzgórz Cyprysowych, w czasie którego przestępczy gang pochodzący ze Stanów Zjednoczonych wymordował około 20 Indian.
- Masakra nad Wounded Knee – 29 grudnia 1890 – ostatnie duże starcie zbrojne pomiędzy armią Stanów Zjednoczonych Ameryki a Indianami Wielkich Równin, które miało miejsce nad potokiem Wounded Knee na terenie indiańskiego rezerwatu Pine Ridge.
- Masakra w Pińsku – miała miejsce wieczorem 5 kwietnia 1919, miesiąc po zajęciu Pińska przez wojska polskie w czasie wojny polsko-bolszewickiej.
- Masakra w Ludlow – kwiecień 1914, była jedną z najkrwawszych w amerykańskiej historii walki o prawa pracy.
- Masakra nankińska – masakra ludności chińskiej w mieście Nankin (ówczesna stolica Republiki Chińskiej, rządzonej przez partię Kuomintang) na przełomie lat 1937/1938.
- Zbrodnia katyńska – zbrodnia wojenna dokonana przez NKWD wiosną 1940 na około 22 tysiącach obywatelach Polski.
- Masakry więzienne NKWD w 1941 roku – masowe zbrodnie komunistyczne popełnione przez funkcjonariuszy NKWD, NKGB i innych sowieckich formacji po rozpoczęciu niemieckiej inwazji na ZSRR w czerwcu 1941. Liczba ofiar jest szacowana na kilkadziesiąt tysięcy.
- Masakra w Nalibokach – masakra dokonana na Polakach, mieszkańcach miasteczka Naliboki, przez oddziały radzieckich partyzantów 8 maja 1943.
- Rzeź wołyńska – ludobójstwo dokonane przez nacjonalistów ukraińskich przy aktywnym, częstym wsparciu miejscowej ludności ukraińskiej wobec mniejszości polskiej byłego województwa wołyńskiego II Rzeczypospolitej, w okresie od lutego 1943 do lutego 1945.
- Rzeź Woli – eksterminacja mieszkańców warszawskiej dzielnicy Wola dokonana przez oddziały SS, policji niemieckiej i Rosyjskiej Wyzwoleńczej Armii Ludowej (RONA) w pierwszych dniach Powstania Warszawskiego w sierpniu 1944 roku. Liczbę ofiar szacuje się na 40 – 50 tysięcy osób.
- Masakra w Malmédy – zbrodnia wojenna popełniona na amerykańskich jeńcach wojennych przez niemieckie jednostki Waffen-SS 17 grudnia 1944.
- Masakra w Bleiburgu – seria masowych mordów dokonanych zaraz po zakończeniu II wojny światowej (maj 1945 r.) przez partyzantów jugosłowiańskich Josipa Broz Tity na osobach narodowości chorwackiej i słoweńskiej.
- Masakra w Uściu nad Łabą – sprowokowany przez komunistów pogrom ludności narodowości niemieckiej 31 lipca 1945.
- Masakra w Dajr Jasin – wydarzenia w wiosce Deir Jassin leżącej w pobliżu Jerozolimy. W dniach 9–11 kwietnia 1948 żydowskie oddziały paramilitarne dokonały tam masakry arabskich mieszkańców miejscowości.
- Masakra w Mỹ Lai – zbrodnia wojenna dokonana 16 marca 1968 przez wojsko amerykańskie, które zmasakrowało w wiosce Mỹ Lai w południowym Wietnamie kilkuset nieuzbrojonych cywilów.
- Masakra w Tlatelolco – pacyfikacja manifestacji studenckiej przez meksykańskie siły rządowe. Miała miejsce w dzielnicy Tlatelolco miasta Meksyk 2 października 1968.
- Masakra na uniwersytecie w amerykańskim Kencie – miała miejsce 4 maja 1970. Oddziały Gwardii Narodowej zastrzeliły 4 studentów i zraniły 9 następnych.
- Masakra w Gwangju – krwawe stłumienie demonstracji skierowanych przeciwko zamachowi stanu i rządom wojskowej dyktatury generała Chon Doo Hwana. Zamieszki trwały między 18 a 27 maja 1980 w południowokoreańskim mieście Gwangju (Kwangju) w prowincji Chŏlla Południowej.
- Masakra w El Mozote – dokonana przez Batalion Atlacatl, w wyniku której 11 grudnia 1981 roku zamordowanych zostało ponad 700 osób z kilku wsi w salwadorskim departamencie Morazán.
- Masakra w Sabrze i Szatili – została dokonana na palestyńskich uchodźcach we wrześniu 1982 r. przez libańskie maronickie oddziały pod dowództwem Eli Hobejka.
- Masakra na placu Tian’anmen w Chinach – masakra dokonana przez chińskie wojsko na protestujących Chińczykach na placu Niebiańskiego Spokoju w nocy z 3 na 4 czerwca 1989. Zginęło około 2600 osób.
- Masakra w barze Luby’s – wydarzenie, które miało miejsce w amerykańskim barze (caffeteria) sieci Luby’s w mieście Killeen w Teksasie, w dniu 16 października 1991.
- Masakra w Srebrenicy – nazwa masowych egzekucji wykonanych na muzułmańskich mężczyznach przez zbrojne oddziały Serbów w dniach od 12 lipca do 16 lipca 1995, w czasie wojny w Bośni, w okolicach miasta Srebrenica.
- Masakra w Columbine High School – dokonana 20 kwietnia 1999 przez dwóch licealistów. W wyniku strzelaniny zginęło 15 ludzi (w tym obydwaj sprawcy).
- Masakra w Virginia Tech – strzelanina, która miała miejsce 16 kwietnia 2007. Student Cho Seung-hui zabił 32 osoby, po czym popełnił samobójstwo.
- Masakra w Winnenden – strzelanina, która miała miejsce 11 marca 2009 w niemieckim mieście Winnenden. Sprawca zastrzelił 15 osób, po czym popełnił samobójstwo.
- Masakra na wyspie Utøya – masakra dokonana 22 lipca 2011. Sprawca (Anders Breivik) zastrzelił 68 osób.